# Književnost u 1994.
◄◄ | ◄ | 1991. | 1992. | 1993. | 1994.  | 1995. | 1996. | 1997. | ► | ►►
Arhitektura • Astronautika • Astronomija • Biologija • Film • Fotografija • Glazba • Kazalište • Kemija • Kiparstvo • Knjige • Književnost • Kršćanstvo • Meteorologija • Medicina • Planinarstvo • Politika • Pravo • Promet • Slikarstvo • Strip • Šport • Televizija • Znanost • Zrakoplovstvo • Željeznički promet
Književnost u 1994.

## Svijet

### Nagrade i priznanja
- Nobelova nagrada za književnost:

### Smrti
- 28. ožujka – Eugène Ionesco, francusko-rumunjski književnik i dramatičar (* 1909.)

## Vanjske poveznice
|  | Zajednički poslužitelj ima još gradiva o temi Književnost u 1994. |